# Поморник
Поморник (Stercorarius) — рід сивкоподібних птахів, єдиний у родині поморникових (Stercorariidae). Містить 7 видів.

## Зовнішній вигляд
Для поморникових характерний короткий, але великий дзьоб, обтягнутий шкірою. На кінчику він злегка плескатий, а біля основи закруглений. Верхня частина дзьоба гачкоподібна і зігнута вниз, а нижня утворює поглиблення, до якого прилягає верхня. Невеликі й тонкі ніздрі розташовані далеко попереду. Кігті дуже гострі та вигнуті. Крила довгі та тонкі, а на кінцях виглядають гострими. Хвіст має округлу форму і складається з дванадцяти пір'їн. В поморникових темно-сіре оперення, яке виглядає однаково як влітку, так і узимку.

## Поширення
Поморники гніздяться на скелястих узбережжях та островах Арктики та Антарктики. Мандрівні, блукаючі, негніздові птахи трапляються вздовж узбережжя та у відкритому морі по всьому світі. Вони навіть були помічені на Південному полюсі
. 
Зокрема в Україні спостерігали чотири види — поморника великого, середнього, короткохвостого та довгохвостого.

## Спосіб життя
Поморники — морські хижаки. Полюють на рибу у морі, збирає на березі морських тварин, яких викинуло хвилями тощо. Для поморників характерний клептопаразитизм — вони крадуть здобич в інших птахів. Живляться також падаллю, нападають на хворих птахів, грабують гнізда інших птахів, забираючи яйця та пташенят.

## Види
- Поморник фолклендський[2] (Stercorarius antarcticus)
- Поморник чилійський[2] (Stercorarius chilensis)
- Поморник довгохвостий[2] (Stercorarius longicaudatus)
- Поморник антарктичний[2] (Stercorarius maccormicki)
- Поморник короткохвостий[2] (Stercorarius parasiticus)
- Поморник середній[2] (Stercorarius pomarinus)
- Поморник великий[2] (Stercorarius skua)